# Fort Tsche der Festung Warschau

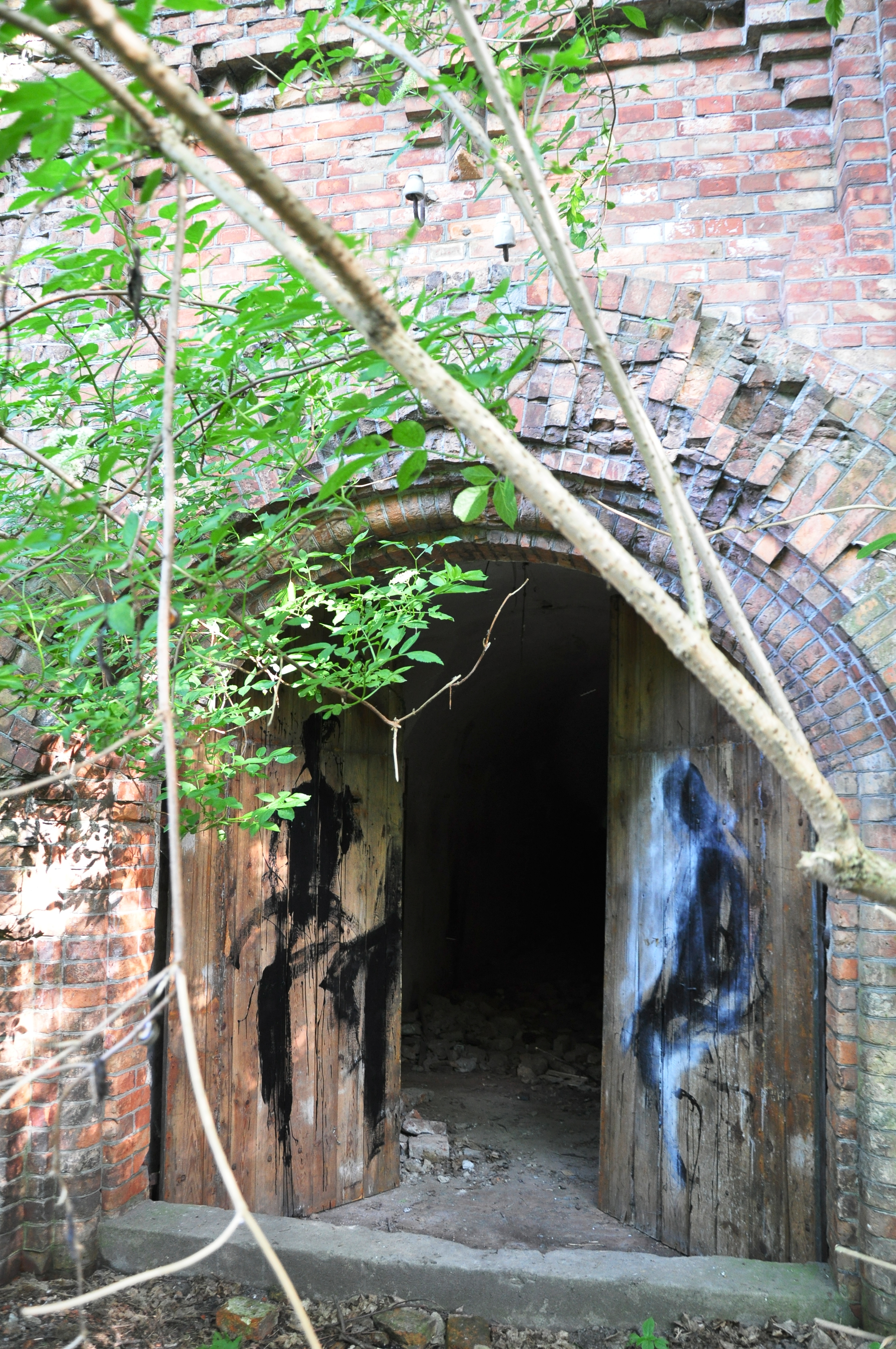
Fort Tsche

Das Fort Tsche (im Laufe der Jahre und in verschiedenen Sprachen auch „Ч“, „Cz“, „Czerniaków“, „Legionów Dąbrowskiego“, „Królikarnia“, „Mokotów II“ oder „Piłsudskiego“ genannt) liegt an der Idzikowskiego-Straße im Stadtteil Mokotów-Stegny und war Bestandteil des inneren Verteidigungsringes der Festung Warschau. Es wurde in den 1880er Jahren errichtet. Seit 1928 ist es nach Józef Piłsudski benannt, dem 1997 auch ein Denkmal am Eingangsbereich gewidmet wurde. Die Anlage ist unter der Bezeichnung „Fort Mokotów II“ in das Denkmalschutzregister (Objekt-Nr. 806 vom 12. März 1973) der Stadt eingetragen.

## Geschichte
Das fünfeckige Fort hatte inklusive des wassergefluteten Grabens eine Ausdehnung von 70.000 Quadratmetern, mit den Außenanlagen (Böschungen, vermutlich auch Glacis) umfasste es eine Fläche von 30 Hektar. Die Kasematten bestanden aus erdbedecktem Mauerwerk. Eine nachträgliche Deckenverstärkung durch Beton ist nicht erkennbar.
Nach einer Modernisierung im Jahr 1892 diente die Anlage vorwiegend als Lager. Am 31. Januar 1909 erfolgte die Anweisung, das Fort zu entfestigen. In Folge wurde die Anlage entwaffnet, blieb aber in der Gebäude- und Befestigungsstruktur großteils bestehen. Nach dem Ersten Weltkrieg wurde in dem Fort eine Fabrikation für Spezialmunition eingerichtet. Hier wurde jährlich bis zu 2,3 Millionen Stück Leucht-, Nebel- und Brandgranaten sowie sonstige Mörsermunition (z. B. für den Stokes-Mörser) hergestellt.
Ab 1930 wurden die Außenbereiche des Forts parzelliert; auf der Westseite entstanden Wohnhäuser für Luftwaffen-Offiziere (heute die Züge um die Straßen Obserwatorów, Imielińska und Płychwiańska) sowie Parkanlagen. Auf der vormaligen Esplanade an der Kehlseite wurden Schrebergärten angelegt.
1939 kam es im und um das Fort zu heftigen Gefechten zwischen polnischen und deutschen Truppen, am 25. September 1939 wurde es von der Wehrmacht eingenommen. In den Kämpfen wurde das Fort erheblich beschädigt. Nach dem Krieg wurden inner- und außerhalb des Forts (weitere) Schrebergärten des Vereines zur Erinnerung der „Veteranen der Arbeiterbewegung“ angelegt. Im weitgehend noch unbebauten Vorfeld des Forts befindet sich eine in den 1970er Jahren gebaute Eis- und Rollschuhbahn („Tor łyżwiarski Stegny“). Unmittelbar ostwärts des Forts befindet sich eine moderne Umspann-Immobilie von RWE (vormals STOEN).

## Nutzung heute
Das Fort ist Eigentum des polnischen Militärs. Die nach dem Krieg innerhalb des Forts angelegten Schrebergartenanlagen (die Häuschen hatten Fundamente und Keller) und Garagen (im Innenhof) wurden in den letzten Jahren geräumt, sie sind teilweise zerstört, teilweise verfallen sie. Das Gelände ist frei zugänglich, wird weder gepflegt noch bewacht. Entsprechend verwildert die Anlage, sie wird beschädigt und als illegale Müllabladestelle genutzt. Investoren bemühen sich um eine Nutzung zur Immobilienentwicklung. Erhalten sind ein Teil der im Innenhof gelegenen Kasematten sowie der wassergefüllte Graben. Die ehemalige Metall-Zugbrücke an der Kehlseite ist heute fixiert.

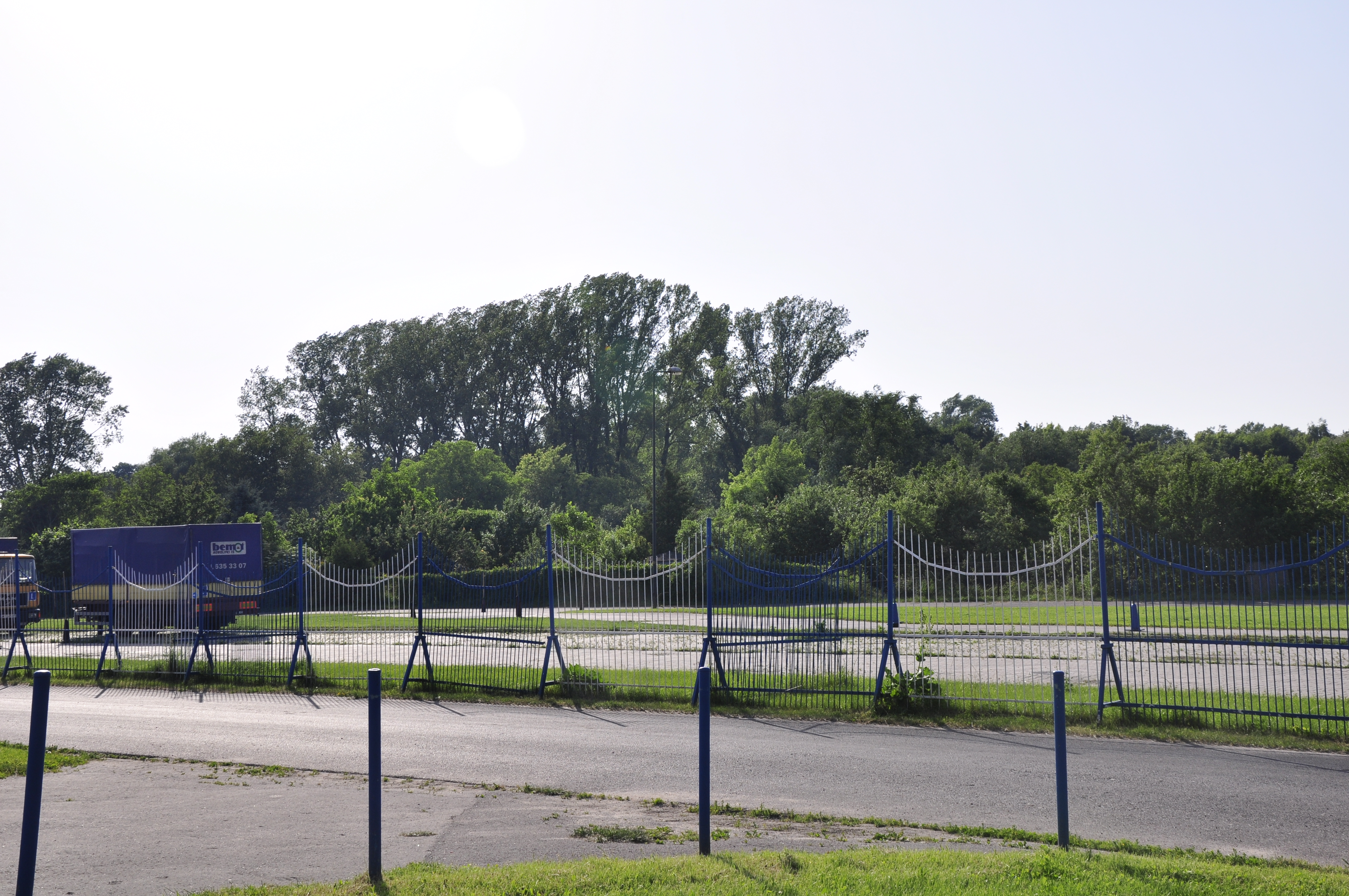
Blick vom Südosten (ehemaliger Festungsrayon) auf das heute bewaldete Fort
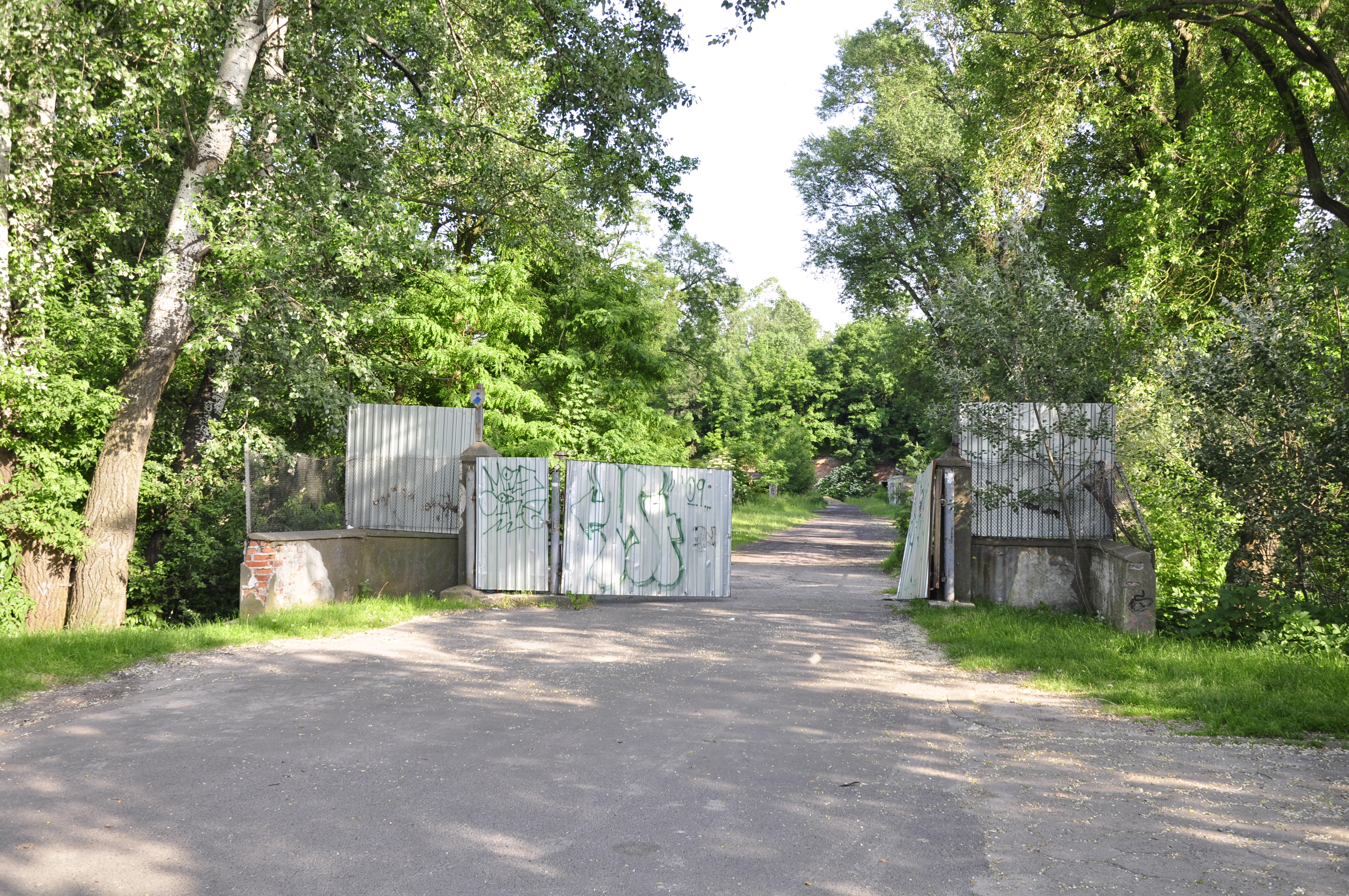
Heutiger Einlass über eine Brücke des komplett von Wasser umgebenen Forts
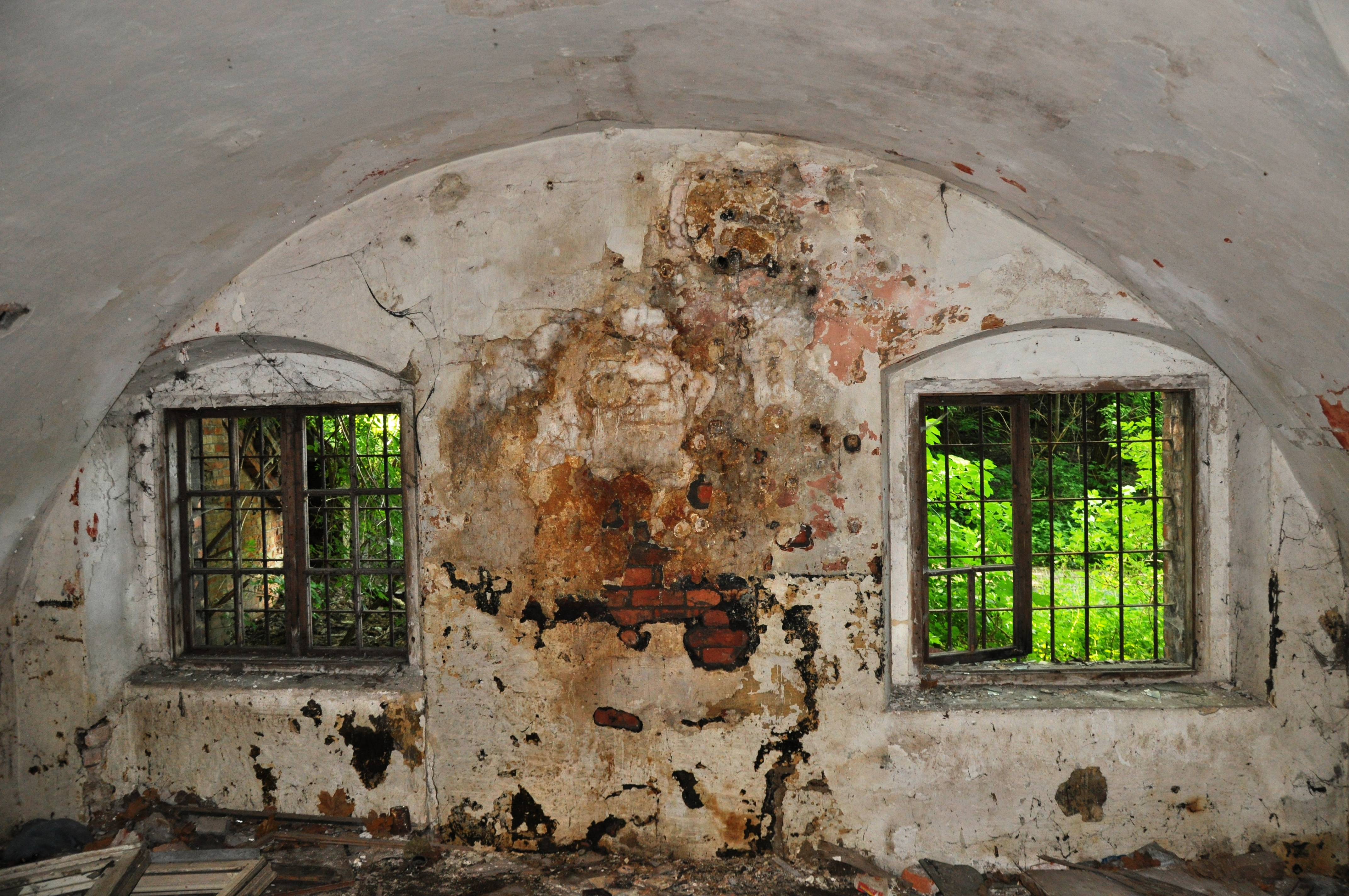
Innenraumstirnmauer der erhaltenen Kasematten am Innenhof
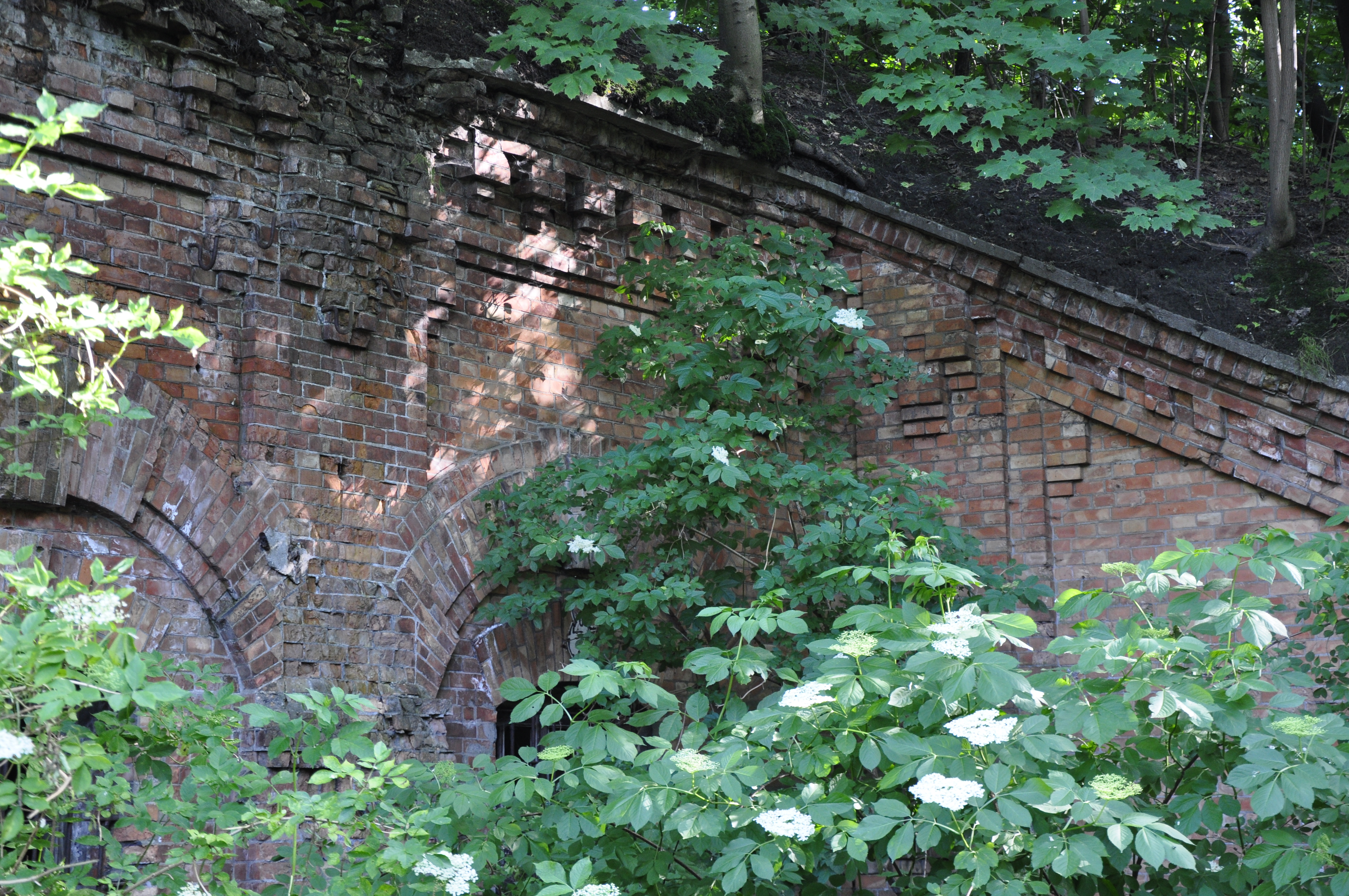
Erhaltenes Backstein-Mauerwerk